# Капчук (озеро)
Капчук — тектоническое озеро в Красноярском крае России, на юго-западе плато Путорана. Площадь поверхности — 21,2 км². Площадь водосборного бассейна — 386 км². Высота над уровнем моря — 50,2 м.
Питание снеговое и дождевое. Из озера вытекает река Капчук (по данным Государственного водного реестра считается частью реки Норилки), впадающая в озеро Лама. В озеро впадают реки Никита-Юрэх (длина 40 км) и Демэ (длина 29 км).